# Convextrocerus
Convextrocerus (лат.) — род одиночных ос (Eumeninae).

## Описание
От близких родов ос отличается следующими признаками: Боковые края впадины проподеума округлые; проподеум удлиненный, длиннее ширины метанотума; метанотум не вдавлен; тергит I без гладкой или слабо пунктированной зоны. Тегулы лишь с несколькими крупными полупрозрачными пунктурами. Тергит I с одним поперечным килем. Средние голени с одной шпорой. Переднее крыло с первой и второй возвратными жилками, исходящими в субмаргинальной ячейке II.

## Классификация
В мировой фауне известно 2 вида. Палеарктика и Афротропика.
- Convextrocerus namibicus Gusenleitner, 2001
- Convextrocerus nititissimus (Giordani Soika, 1936)